# Buenavista, San Dimas
Buenavista är en ort i Mexiko.   Den ligger i kommunen San Dimas och delstaten Durango, i den centrala delen av landet, 800 km nordväst om huvudstaden Mexico City. Buenavista ligger 1 574 meter över havet och antalet invånare är 102.
Terrängen runt Buenavista är huvudsakligen bergig, men västerut är den kuperad. Terrängen runt Buenavista sluttar söderut. Runt Buenavista är det mycket glesbefolkat, med 4 invånare per kvadratkilometer. Närmaste större samhälle är Yerbaníz, 18,5 km nordost om Buenavista. I omgivningarna runt Buenavista växer huvudsakligen savannskog.